# Boldești-Scăeni
Boldești-Scăeni  város Prahova megyében, Munténiában, Romániában.  A hozzá tartozó település: Seciu.

## Fekvése
Ploiești városától 11 km-re északra.

## Történelem
A település három negyedre van osztva: Boldești, Scăeni, és Balaca.
A város 1968-ban jött létre, két falu Boldești és Scăeni egyesüléséből.

## Lakossága
| Nemzetiségek        | 2002  | 2002   |
| ------------------- | ----- | ------ |
| Románok             | 10922 | 95,04% |
| Romák               | 550   | 4,78%  |
| Magyarok            | 10    | 0,08%  |
| Örmények            | 2     | 0,01%  |
| Törökök             | 2     | 0,01%  |
| Lipovánok           | 1     | 0,01%  |
| Görögök             | 1     | 0,01%  |
| Olaszok             | 1     | 0,01%  |
| Egyéb nemzetiségűek | 2     | 0,01%  |
| Összesen            | 11491 | 100,0% |

## Galéria

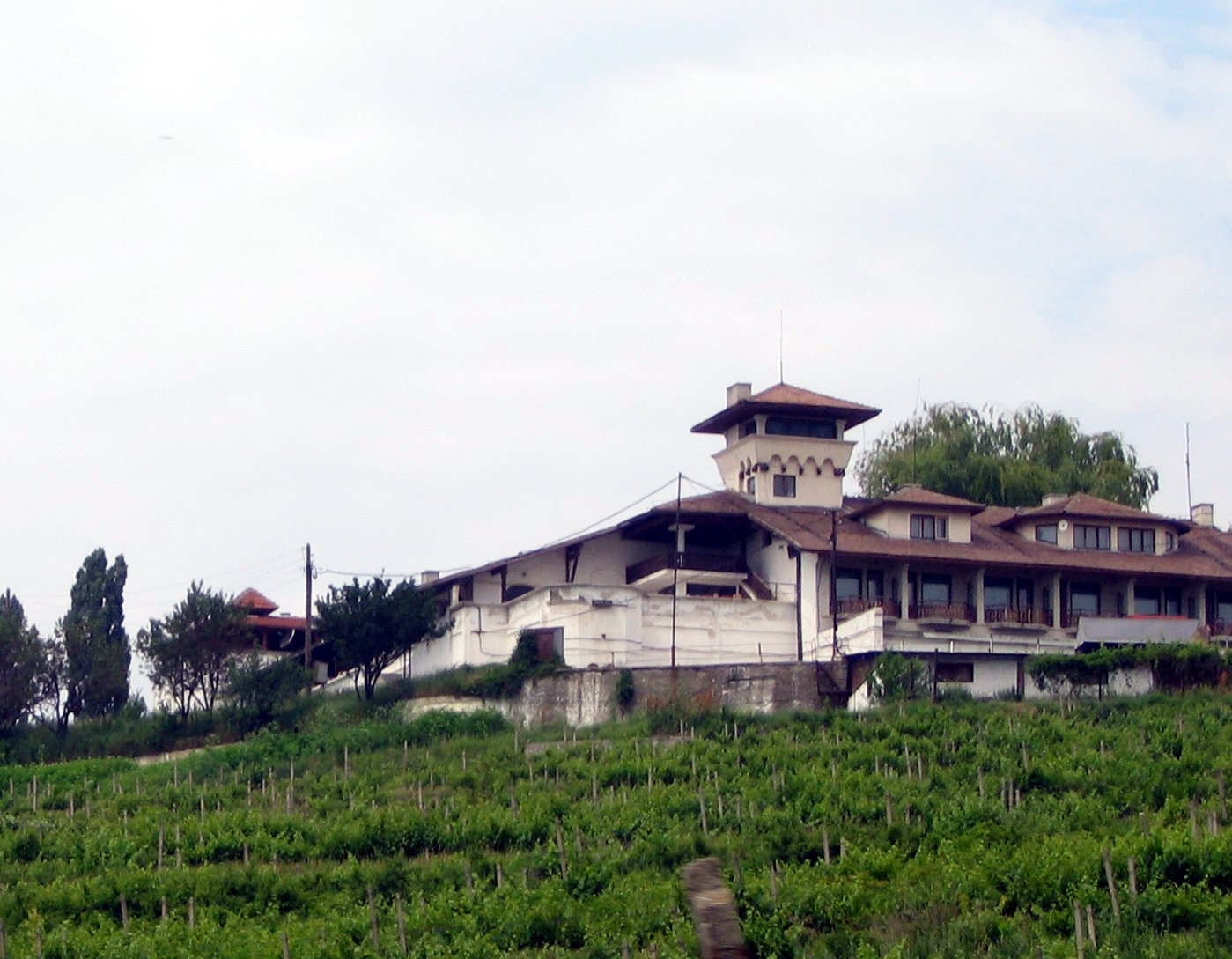
Vendéglő a városban
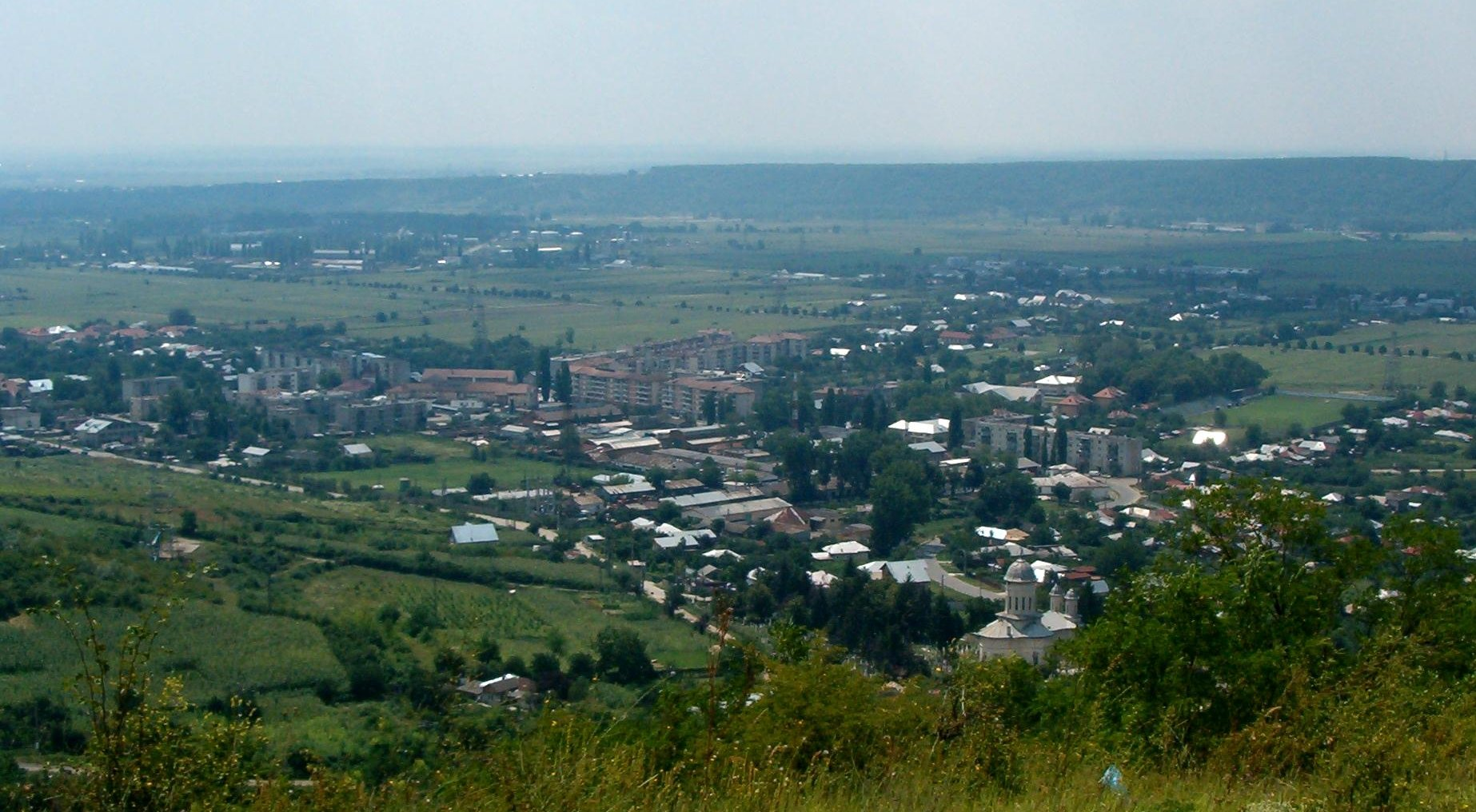
A város
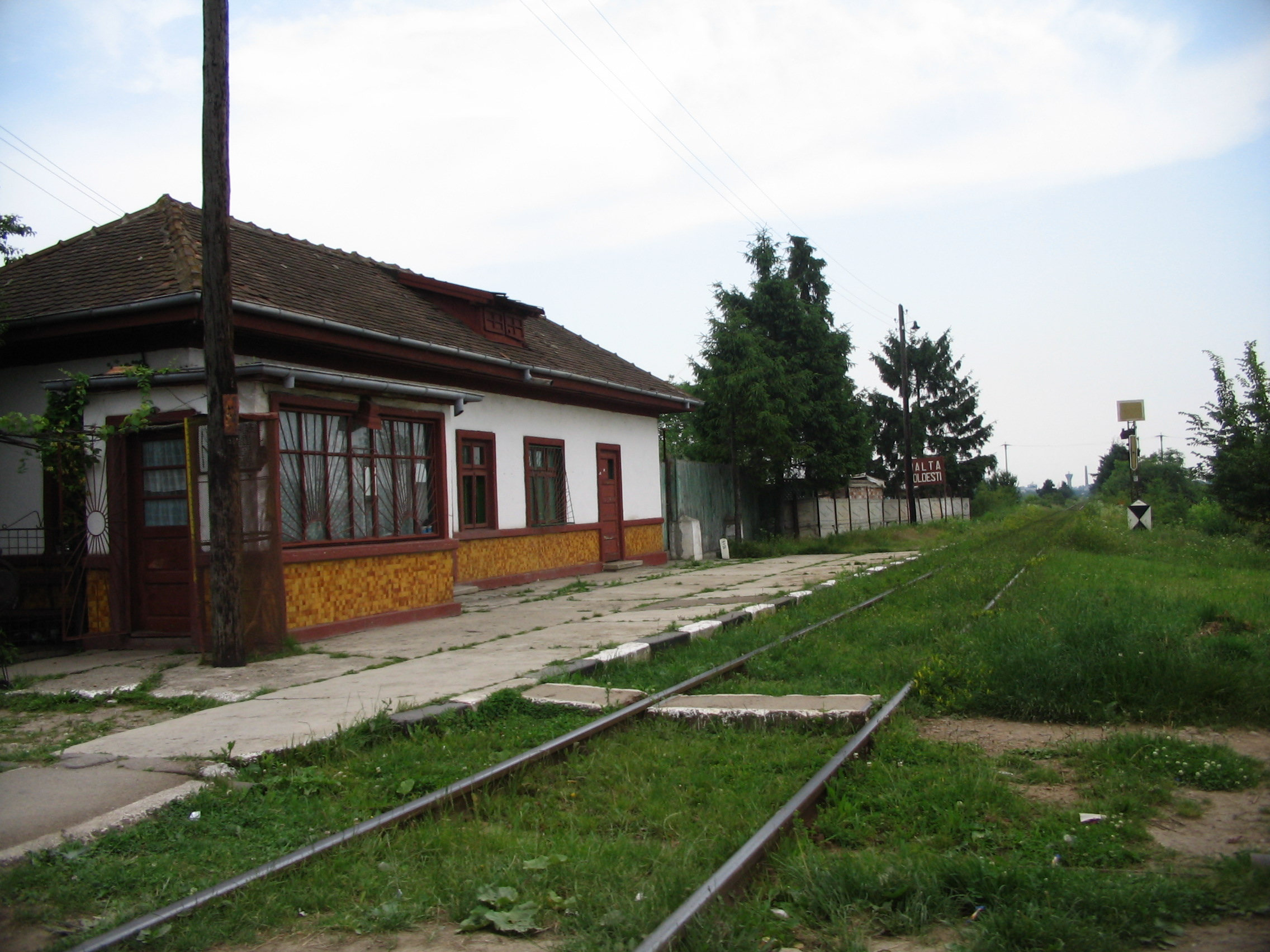
Vasútállomás
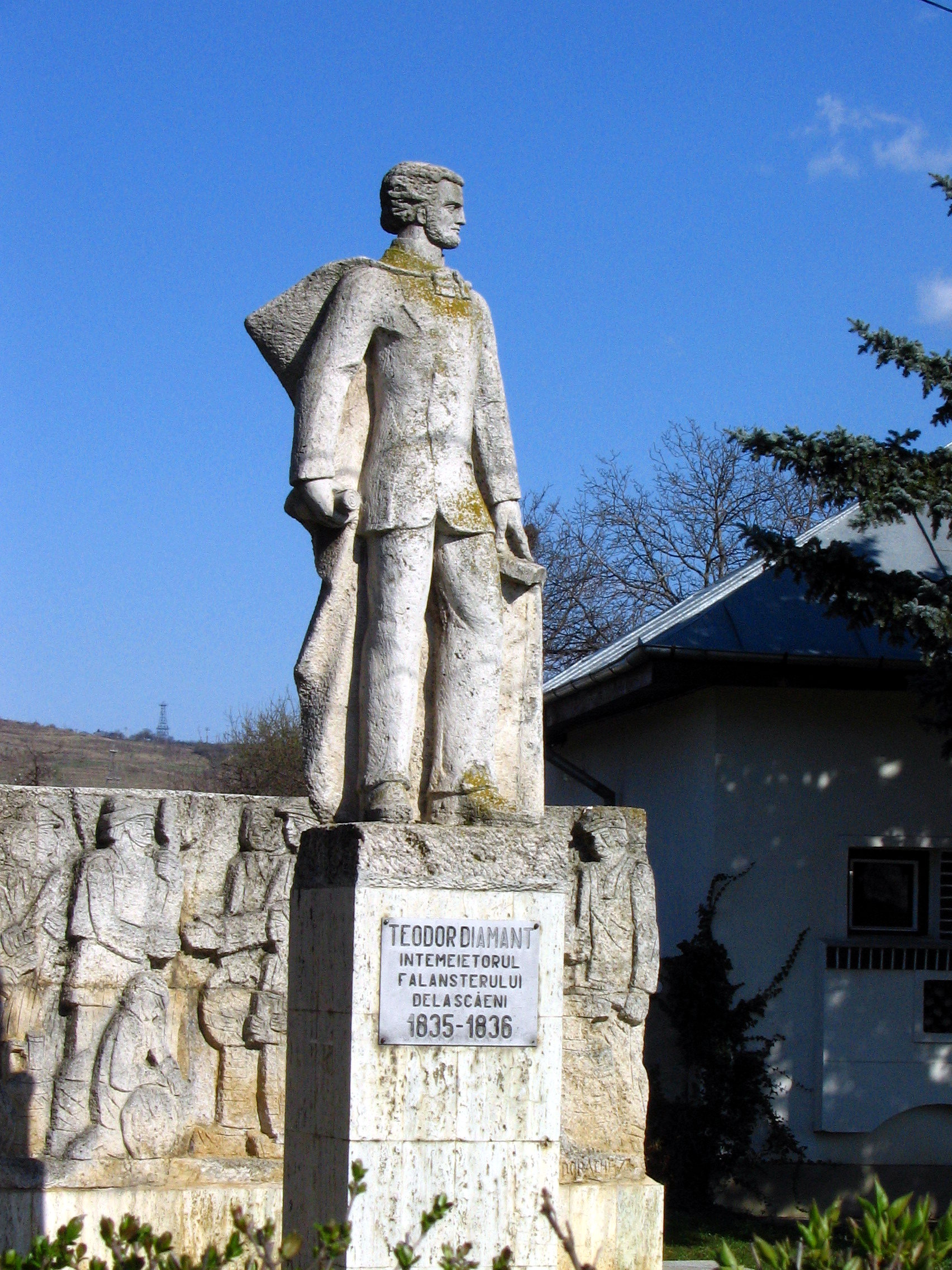
Teodor Diamant szobra